# Brent Everett
Dustin Germaine O'Farril (Moose Jaw, Saskatchewan, 10 de febrer del 1984) és un actor porno gai canadenc conegut amb el nom artístic de Brent Everett. És famós per haver protagonitzat vídeos pornogràfics per a diversos estudis dels Estats Units.
Everett és un dels més populars actors porno joves de començaments de segle xxi. Des de les seves primeres pel·lícules, a començaments del 2003 (quan tenia només 18 anys), ha estat protagonista de molts vídeos per a un ample ventall d'estudis.

## Biografia
En els seus primers anys com a actor porno Everett fou classificat com a twink. Tanmateix, en els últims anys el seu cos s'ha fet més musculós i, per tant, ja no pot classificar-se en aquesta categoria. Té diversos tatuatges característics, com el del seu braç dret, que és una figura d'un pergamí amb tres caràcters xinesos que poden llegir-se sil·làbicament com el seu nom de naixement: Dustin. A més a més, té tatuades dues línies gruixudes i paral·leles a l'avantbraç esquerre.
Al començament de la seva carrera, Everett practicà sexe sense protecció (conegut com a bareback), com a la pel·lícula en què debutà, Barebacking Across America, quan tenia només 18 anys, o a moltes d'altres on feu escenes de sexe sense ús de condó amb la seva parella d'escena, Chase McKenzie, que aleshores era la seva parella sentimental.
En moltes de les seves actuacions, Everett fa de passiu i d'actiu, per això se'l pot considerar com a versàtil. Brent Everett no ha signat encara cap contracte d'exclusivitat amb cap estudi important de la indústria pornogràfica gai, com sí que ho han fet molts altres actors com el cèlebre Matthew Rush. Aquesta condició li ha permès canviar d'un estudi a un altre i li ha fet possible aparèixer de model de portada de Freshmen el setembre de 2003, a més de la revista PlayGuy.
Amb l'objectiu d'estendre i promoure la seva carrera en la indústria pornogràfica, ha llançat el seu propi web de subscripció. El lloc web, que està ctiu des de finals de 2004, ofereix curts de vídeo, descàrrega d'imatges, xous de càmera web en directe i una botiga en línia on ven la seva roba interior emprada. Els xous de càmera web estan disponibles per veure'ls en diferit. Everett també ha creat la seva pròpia companyia amb el nom de Triple X Studios, on ell es reserva el paper protagonista a les pel·lícules en què actua, o bé les produeix o dirigeix.
L'agost de 2006, l'estudi Channel 1 Releasing anuncià que Everett apareixeria en almenys tres de les seves noves produccions: Sized Up, Starting Young i Bottom on the 9th.